# Satan Says
Satan Says é uma demo-tape da premiada guitarrista virtuose inglesa The Great Kat, lançado em 25 de Novembro de 1986.

## Faixas
Lado A
A	 Satan Says	3:49

Lado B
B1	Metal Massacre	2:21

B2	We Will Arise	2:18

## Créditos Musicais
- The Great Kat - guitarras, vocais, violino
- Peter Sabla - baixo
- Denis Mastando - bateria